# Kyokugenryu Karate
Le Kyokugenryu Karate (Japonais: 極限流空手) est un art martial de fiction apparu dans les jeux de combat édités par SNK : "Art of Fighting", "Garou Densetsu" et "King of Fighters".
Il est représenté par les membres de la famille Sakazaki : Takuma, Ryo et Yuri. Deux personnages extérieurs à la famille pratiquent également ce style. Robert Garcia et Marco Rodrigues, respectivement rival et disciple de Ryo.
Ce karaté se distingue dans l'utilisation de techniques de percussions (pieds/poings) et de projections d'énergie dont l'utilisation varie en fonction des protagonistes.
Selon le créateur de cet art martial, il s'inspire du karaté Kyokushinkai fondé par Masutatsu Ōyama.

## Sources
- Jeux vidéo : King of Fighters 1994→2003 ; Garou Densetsu Special Edition ; Art of Fighting 1-2-3